# Feliksz Felikszovics Juszupov
Feliksz Felikszovics Juszupov herceg, vagy Feliksz Felikszovics Szumarokov-Elszton gróf (oroszul: Князь Фéликс Фéликсович Юсýпов, граф Сумароков-Эльстон; Szentpétervár, 1887. március 23. – Párizs, 1967. szeptember 27.) orosz nemes, Raszputyin gyilkosa.

## Élete

### Gyermekkora és házassága
Feliksz Felikszovics herceg 1887-ben született, Feliksz Felikszovics Szumarokov-Elszton gróf és Zinaida Nyikolajevna Juszupova hercegnő második felnőttkort megélő fiaként. A Juszupov család egyike volt az Orosz Birodalom leggazdagabb nemesi famíliáinak, amelynek azonban utolsó leszármazottja Zinaida Nyikolajevna hercegnő volt. A hercegnő férje, Feliksz Felikszovics gróf a családnév továbbvitele érdekében felvette a „Juszupov” vezetéknevet, így két fia, Nyikolaj és Feliksz is Juszupovok lettek.

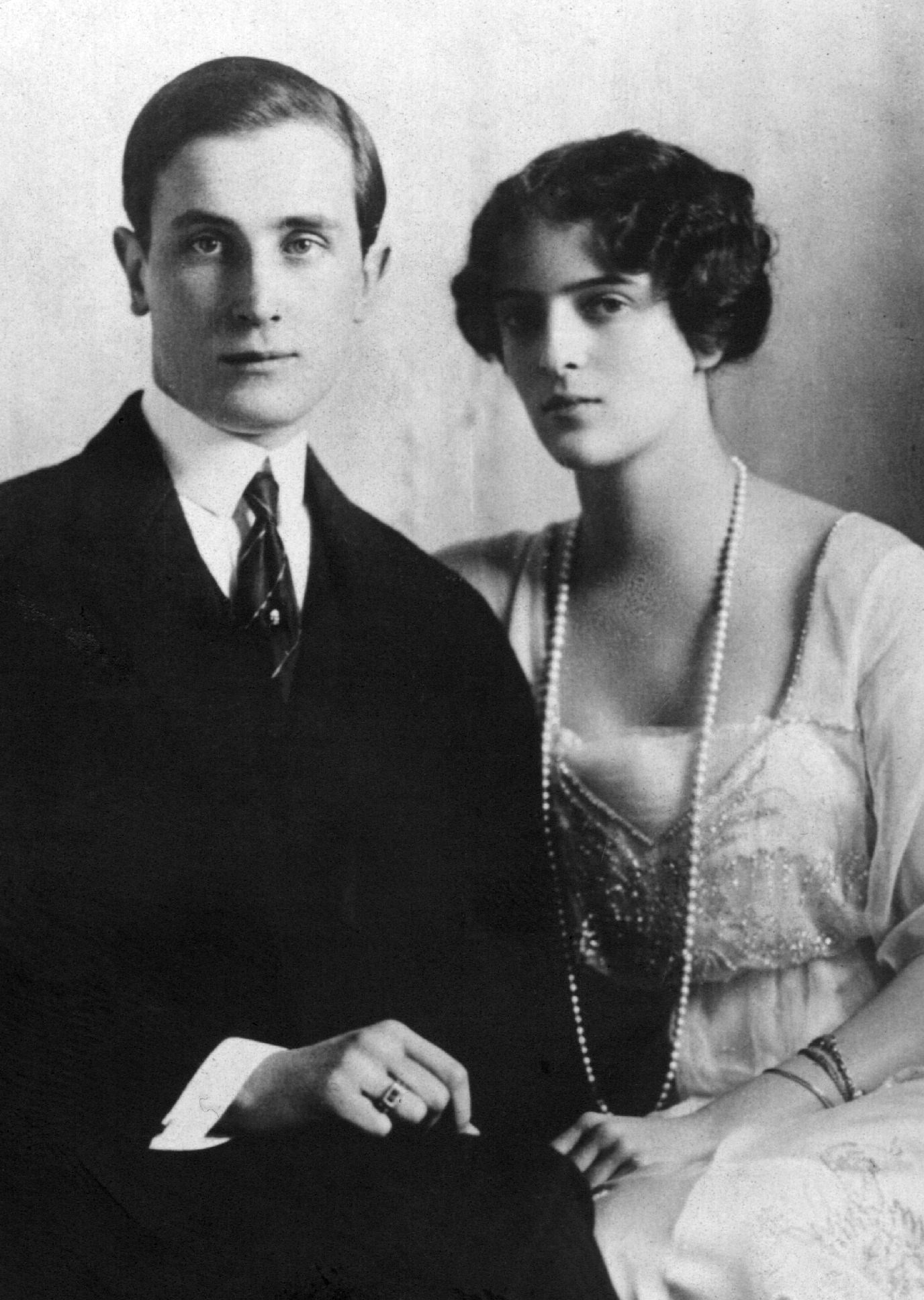
Feliksz és Irina 1913-ban

Feliksz herceg 1908-ban lett az óriási vagyon örököse, miután bátyja, Nyikolaj meghalt egy párbaj során. Feliksz sokat költött jótékony célokra, ám ugyanakkor fényűző életmódot folytatott. Magánélete a korszakban botrányosnak számított, hiszen homoszexuális kapcsolatai is voltak. A cári család éppen ezért fogadta nemtetszéssel, amikor a herceg 1913-ban megkérte a cár unokahúgának, Irina Alekszandrovna hercegnőnek a kezét. Irina és Feliksz 1914. február 22-én kelt egybe a szentpétervári Anyicskov palotában. Boldog házasságuk ellenére csak egyetlenegy gyermekük született:
- Irina Felikszovna Juszupova hercegnő (1915 – 1983)

### Raszputyin halála
Mind Feliksz, mind Irina csalónak tartotta Raszputyint, egy magát „sztarecnek” valló sarlatánt. Raszputyin azt állította, hogy meg tudja gyógyítani a vérzékenységben szenvedő trónörököst, Alekszej cárevicset. A cár és a cárné hittek Raszputyinban és az „Istentől kapott képességeiben”, azonban sokan látták úgy, hogy a szemfényvesztő romlást hoz egész Oroszországra. 1916. december 16-án Feliksz meghívta Raszputyint a Mojka Palotába (ismert még Juszupov-palota néven is) azzal az indokkal, hogy Irina találkozni szeretne vele. A hercegnő valójában a Krímben tartózkodott; férje pedig ekkor akarta elkövetni a hosszú ideje tervezgetett gyilkosságot.
Szintén a Mojka Palotában tartózkodott öt barátja – többek között Dmitrij Pavlovics nagyherceg és Vlagyimir Puriskevics –, akik ugyanúgy gyűlölték Raszputyint. A herceg a pincébe vezette Raszputyint, ahol korábban a célnak megfelelően alakított ki egy helyiséget. Először ciánnal mérgezett tortával és borral kínálta meg a szerzetest, akinek azonban nem lett semmi baja a méregtől, mivel a süteménybe tett cukor semlegesítette a méreg hatását. Ezt látva a herceg bement a dolgozószobájába a pisztolyáért, amellyel szíven lőtte Raszputyint.
Ezután barátaival beszélgetett, ám amikor egy óra múlva visszatért a halottnak hitt Raszputyinhoz, döbbenten vette észre, hogy a sarlatán még mindig életben van. Raszputyin nekitámadt a hercegnek, végül pedig a palota udvarára menekült, ahol Feliksz barátja, Puriskevics agyonlőtte. A testet a Névába dobták, de a boncolás során kiderült, hogy víz került Raszputyin tüdejébe, tehát valószínűleg még a vízbedobáskor is élt. A herceg, hogy magyarázatot adjon a vérnyomokra, később lelövette egyik kutyáját.
Nemrégiben a történészek egy olyan elmélettel álltak elő, mely szerint Raszputyin meggyilkolásának oka valójában az volt, hogy a brit titkosszolgálat tartott a sztarectől, és attól féltek, ráveheti a cárt, hogy az ország lépjen ki az első világháborúból.
Mivel Feliksz tulajdonképpen a cár unokaöccse volt házassága révén, nem szabtak ki rá súlyos büntetést, de száműzték őt egy távoli birtokára, ahova Irina is vele tartott. Később, miután a cár lemondott és a Romanov-család több tagját is őrizetbe vették, világossá vált, hogy Feliksz és Irina életét ez a száműzetés mentette meg. A család a Krímre menekült a bolsevikok elől, ahol több Romanov és orosz nemes is gyülekezett. Velük együtt hajóztak el Oroszországból 1919-ben, a brit HMS Marlborough hajó fedélzetén.

### Száműzetése és halála
Franciaországban, Párizsban telepedtek le, akárcsak sok más orosz nemes. Irina és Feliksz sokkal jobban éltek, mint a legtöbb emigrált orosz. Feliksz megmenekítette a családi vagyon egy részét; valamint alapítottak egy „Irfe” névre keresztelt ruházati céget. A házaspár továbbá nyert egy pert az 1930-as évek körül az MGM cég ellen, mivel a Raszputyin és a cárné című filmben Raszputyint Irina szeretőjeként ábrázolták.
Irina Felikszovna, Irina és Feliksz lánya 1938-ban feleségül ment Nyikolaj Dmitrijevics Seremetyev grófhoz, akitől egyetlen gyermeke született; Kszenyija Nyikolajevna Seremetyeva grófnő.
Feliksz herceg 1967. szeptember 27-én hunyt el, három évvel felesége halála előtt. A sainte-geneviève-des-bois-i orosz temetőben helyezték örök nyugalomra. Emlékiratait a Raszputyin végnapjai címmel jelentették meg.